# Тотолян, Арег Артёмович
Аре́г Артёмович Тотоля́н (род. 27 декабря 1958, Ереван) — российский учёный-медик, иммунолог, занимающийся клинической иммунологией, вопросами иммунодиагностики и иммунотерапии широкого круга заболеваний (аллергических, аутоиммунных, онкологических и инфекционных). Доктор медицинских наук, профессор, академик РАН (2016, член-корреспондент РАМН с 2011).
Директор Санкт-Петербургского научно-исследовательского института эпидемиологии и микробиологии им. Пастера (с 2016) и заведующий его лабораторией молекулярной иммунологии (с 2008). Заведующий кафедрой иммунологии ПСПбГМУ им. И. П. Павлова (с 2015), выпускником которого является и в стенах которого работает более четверти века. Главный внештатный аллерголог-иммунолог Комитета по здравоохранению Правительства СПб. Награждён золотой медалью Российского научного общества иммунологов (2013).

## Биография
Сын микробиолога академика А. А. Тотоляна. Окончил 1-й Ленинградский медицинский институт им. академика И. П. Павлова — ныне Первый Санкт-Петербургский государственный медицинский университет имени академика И. П. Павлова (1981) по специальности лечебное дело. Одновременно с 1977 года работал там же — до 2008 года, учился в аспирантуре, заведовал лабораторией клинической иммунологии (её организатор в 1986 году и руководитель до 2000 года), являлся директором Научно-методического Центра молекулярной медицины Минздрава России (организовал его на базе вуза по поручению министерства) и заведующим кафедрой молекулярной медицины последипломного обучения.
В 1987 году защитил кандидатскую диссертацию по пульмонологии и иммунологии, а в 1997 году — докторскую диссертацию «Патогенетический подход к лабораторной диагностике иммунопатологических состояний» (официальные оппоненты П. Г. Назаров, Б. В. Пинегин и В. М. Шубик; посвящена разработке подходов и методологии лабораторной иммунологической диагностики заболеваний на основе достижений фундаментальной иммунологии, иммунохимических и молекулярных технологий).
Заведовал НИЛ иммунологии Института молекулярной биологии и генетики НМИЦ им. В. А. Алмазова. С 1993 по 1995 год прошёл подготовку в области инфекционной иммунологии в Риме.
С 2008 года — заведующий лабораторией молекулярной иммунологии, одновременно заместитель директора по научной работе; с 2015 года — врио директора и с 2016 года директор СПб НИИ эпидемиологии и микробиологии имени Пастера.
Также преподаёт в альма-матер, с 2013 года руководил курсом клинической иммунологии, с 2015 года заведует кафедрой иммунологии.
Заместитель председателя правления СПб регионального отделения Российской ассоциации аллергологов и клинических иммунологов, участник создания этого отделения; член президиумов правлений Российского научного общества иммунологов и Всероссийского научного общества микробиологов, эпидемиологов и паразитологов; член правления Российского научного общества по лабораторной диагностике.
Инициатор и организатор ежегодного (с 1997 года) Всероссийского форума с международным участием «Дни иммунологии в Санкт-Петербурге», а также ежегодной (с 2010 г.) Всероссийской школы по клинической иммунологии «Иммунология для врачей» в Пушкинских Горах (Псковская область).
Главный редактор журнала «Инфекция и иммунитет», заместитель главного редактора журнала «Медицинская иммунология», член редколлегий и редсоветов журналов «Клиническая лабораторная диагностика», «Журнал микробиологии, эпидемиологии и иммунобиологии», «ВИЧ-инфекция и иммуносупрессии», «Молекулярная медицина», «Цитокины и воспаление», «Российский иммунологический журнал».
Автор более 400 научных работ и 13 патентов. Под его началом защищены 26 кандидатских и две докторские диссертации.
Дочь Анна — кандидат медицинских наук.